# John Blatnik

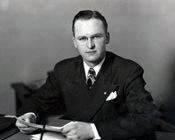
John Blatnik

John Anton Blatnik (* 17. August 1911 in Chisholm, St. Louis County, Minnesota; † 17. Dezember 1991 in Forest Heights, Maryland) war ein US-amerikanischer Politiker. Zwischen 1947 und 1974 vertrat er den Bundesstaat Minnesota im US-Repräsentantenhaus.

## Werdegang
John Blatnik besuchte die öffentlichen Schulen seiner Heimat und danach bis 1929 die Chisholm High School. Bis 1935 absolvierte er das State Teachers College in Winona. Außerdem studierte er an der University of Chicago und an der University of Minnesota. Blatnik begann dann eine Laufbahn im Schuldienst. Er unterrichtete an verschiedenen Schulen in Minnesota, unter anderem das Fach Chemie. Dabei stieg er bis zum stellvertretenden Schulrat im St. Louis County auf. Dieses Amt bekleidete er zwischen 1937 und 1939.
Während des Zweiten Weltkrieges diente Blatnik im Fliegerkorps der US Army und im Armeegeheimdienst OSS. Für seine militärischen Leistungen wurde er mit mehreren Orden ausgezeichnet. Gleichzeitig saß Blatnik zwischen 1940 und 1944 im Senat von Minnesota. Allerdings konnte er aufgrund seiner militärischen Verpflichtungen nicht immer an dessen Sitzungen teilnehmen.
Politisch war Blatnik Mitglied der Democratic-Farmer-Labor Party. 1946 wurde er als deren Kandidat im achten Wahlbezirk von Minnesota in das US-Repräsentantenhaus in Washington, D.C. gewählt, wo er am 3. Januar 1947 die Nachfolge von William Pittenger antrat. Nach 13 Wiederwahlen konnte er bis zu seinem Rücktritt am 31. Dezember 1974 fast 14 komplette Legislaturperioden im Kongress absolvieren. In diese Zeit fielen unter anderem die Bürgerrechtsbewegung, der Koreakrieg, der Vietnamkrieg und die Watergate-Affäre. Damals wurden insgesamt fünf Verfassungszusätze verabschiedet. Blatnik war seit 1971 Vorsitzender des Ausschusses für Transport und Infrastruktur. Dabei setzte er sich erfolgreich für die Verabschiedung des Clean Water Act, eines Gesetzes zum Gewässerschutz, ein.
Im Jahr 1974 verzichtete Blatnik auf eine erneute Kandidatur und unterstützte stattdessen Jim Oberstar, der dann zu seinem Nachfolger gewählt wurde. Er trat vier Tage vor Ablauf seiner letzten Amtszeit von seinem Mandat zurück. In den Jahren nach seiner Zeit im US-Repräsentantenhaus war John Blatnik als Berater vor allem in Umwelt- und Wirtschaftsfragen tätig. Er starb am 17. Dezember 1991 in Forest Heights, wo er seinen Lebensabend verbracht hatte.